# 弾幕系シューティング
弾幕系シューティング（だんまくけいシューティング）とは、2Dスクロールシューティングゲームの中で、「大量で低速な弾（弾幕）を敵が放ち、その間に生まれるわずかな隙間をぬって回避する事ができるほどプレイヤーの当たり判定が小さい」事を特徴とするシューティングゲームを指す。弾幕シューティングとも呼ばれる。欧米ではBullet Hell、Bullet Curtain、Manic Shooter、DANMAKUなどと呼ばれている。

## 弾幕系シューティングの特徴
第一にシューティングゲームにおける「弾幕」とは、敵の攻撃が画面を埋め尽くすほど大量に出現している状態のことを指し、大量の「弾」が飛び交う様子を「幕」に例えたことに由来する。シューティングゲームにおいて初めて「弾幕」をシステムとして取り入れた日本のゲームは1997年の『怒首領蜂』であるとされる。
弾幕系シューティングは、シューティングゲームの柱となる二つの要素「撃つ」と「避ける」のうち、「避ける」の爽快感を追求するため「大量の弾（弾幕）を容易に回避できる」というシステムを盛り込んだシューティングゲームである。
広義には敵弾が大量に発射されるシューティングゲームを指すが、狭義には敵弾が多く高難度のゲームであるだけでは弾幕系シューティングには分類されない。この場合、大量の敵弾に付随して次のような特徴が見られる。
- 敵弾のスピードが従来のシューティングゲームより遅いことが多い。
- 大量の敵弾が一定のアルゴリズムに従って連続射出される結果、画面上に幾何学模様が形成される事がある。
- 敵弾の攻撃判定や自機の当たり判定は見た目よりも小さい。
- 自機の移動スピードが低下し弾幕を避ける精密動作を容易にする機構が備わっている事がある。

これらの特徴を全て持って発表されたのが『怒首領蜂』であった。それまでのシューティングゲームではハードウェアおよびソフトウェアの処理能力による制約から一画面に表示できるキャラクターや弾の数、背景のデータ量などが大きく制限され、数百発の弾幕をまともに表現できないこともしばしばあった。近年のCGの処理能力の向上により、1画面に数千発もの弾幕をより滑らかで高速に表現できるようになったことから『怒首領蜂』リリース後模倣作品の頻発により2000年前後に「弾幕系シューティング」という表現形態が定着した。
画面内に大量の敵弾があっても自機が接触する可能性のある弾はそのうちのごく一部にすぎず、当たり判定も小さめなことが多い(最近の多くのタイトルでは自機の中心部分に、当たり判定のある核のようなグラフィックがある)ため、過去のシューティングゲームと比べて必ずしも高難度とは限らない。
弾幕系シューティングゲームのほとんどが縦スクロールであり、横スクロールのものは商業作品・アマチュア（同人ゲーム）双方を含めて少数（『プロギアの嵐』、『デススマイルズ』、『Gundemonium』、『赤い刀』など）しかない。これは人間の目が左右に並んでいる構造上、上から飛んでくる弾を避ける際に必要な左右のライン（x軸）を合わせるよりも、横からの攻撃を避けるための上下のライン（y軸）を合わせる方が難しいため、大量の弾を視認して回避せねばならない弾幕系シューティングには向いていないからである。

## 主な弾幕系シューティング
この項目では弾幕系シューティングの代表格作品を挙げる。（）内は製作者。
『怒首領蜂』シリーズ（ケイブ）
弾幕系シューティングの元祖。なお、同シリーズの第1作目となる「首領蜂」は弾幕系シューティングではないとされる。
同社は弾幕系シューティング製作のパイオニアで、『エスプレイド』、『プロギアの嵐』、『虫姫さま』、『デススマイルズ』等を製作（販売は別社）。1997年から2010年まで、ほぼ毎年アーケード向けの弾幕系シューティングを発表していた。
『式神の城』シリーズ　（アルファ・システム）
弾幕に近寄るごとにスコア倍率が上がり、攻撃力が上昇する場合もあるので弾幕が攻略の鍵になる。

『東方Project』（ZUN Soft→上海アリス幻樂団）
同人サークルによるゲーム。狭義の弾幕系シューティングとしての一作目は『東方封魔録』。難易度設定が幅広く、初心者でもプレイしやすい。また、キャラクターやBGMの人気が非常に高く、二次創作が盛ん。なお、第1作目は固定画面ブロック崩しゲームであり、弾幕シューティングではない。
以下の作品は、カテゴリでは弾幕系シューティングに類されるが、ゲーム性は先に挙げた弾幕系シューティングとはかなり異なるため、弾幕系シューティングとは別物として考えるプレイヤーも多い。後述の「敵弾の意味合いの変化」についても参照。
『ギガウイング』シリーズ　（匠）
弾幕を避けるだけではなく、弾幕に対処する攻防一体のシステム「リフレクトフォース/リフレクトレーザー」をゲームの軸に据えた。
『サイヴァリア』シリーズ　（サクセス）
敵弾にかすることで自機がパワーアップ＆一定時間無敵になる攻防一体のシステム「BUZZ」をゲームの軸に据えた。
極めて過激で幾何学的な美術性を見せる弾幕でアピールした。

## 弾幕系シューティングに近接する作品
弾幕系シューティングの要素を部分的に持つ作品は多い。この項目では「弾幕系シューティングの亜種」をいくつか挙げる。
『バツグン』（1993年）
ケイブの前身となる東亜プラン末期の作品。『首領蜂』とメインプログラマーが同一。メインコンセプトはそれまでのシューティングゲームに近似しているが、敵の激しい攻撃やある程度小さな自機の当たり判定などは弾幕系シューティングの萌芽を感じさせた。タイプCの機体はボタン連射で扇状弾、ボタン押しっぱなしで直進レーザーと、後の首領蜂シリーズのルーツ的要素も見て取れる。
『バトルガレッガ』（1996年）
1995年のアーケードゲームショーでのプロトタイプ発表時に圧倒的な弾量を披露。それを見た『怒首領蜂』の製作者が触発され、未曾有の弾幕を登場させる契機になったと言われる。
後期の彩京シューティング作品群
彩京はケイブと同時期に台頭し、弾幕系とは全く対照的な「彩京弾」と呼ばれる高速弾幕によって人気を確立したシューティングメーカーだが、1998年の『ガンバード2』、1999年の『ストライカーズ1945PLUS』『ストライカーズ1999』、2000年の『ドラゴンブレイズ』といった後期・末期の作品では弾幕系シューティング要素を取り入れた箇所が随所に見られる。その試みの多くは極端な高難度化に繋がってしまったため、必ずしも成功を収めたとは言い難いが、『ストライカーズ1945PLUS』などでは彩京弾と弾幕系が上手くミックスされた独特のゲーム性を生み出す成果を挙げている。
『斑鳩』（2001年）
一部の弾避け等で弾幕系シューティングに近い要素を含むが、敵弾吸収と一切パワーアップしない直進ショット・単発ショットによる精密な攻撃とパターン化が主軸であり、ボンバー使用・大火力攻撃を主とするスタンダードなシューティングとは立ち位置を異にしている。
『旋光の輪舞』（2005年）
お互いが弾幕を放ち戦う対戦ゲーム。
『トリガーハート エグゼリカ』（2006年）
プレイヤーの行動でボスの強さが変化し、その結果、ボスの放つ攻撃が弾幕になったりする。

## 敵弾の意味合いの変化
多くの弾が画面内に出る事を逆手に取り、避けるだけではなく、プレイヤーに何かをさせようという発想から、新しいSTGを作り出そうとする動きがある。
これらは、敵の統制下にある弾を自分にとって何かしら有益なものとして還元することを念頭において設計されたものである。

### スコアと弾幕
シューティングゲームの目的はあくまで「撃って敵を破壊する」ことであるため、弾幕を回避すること自体は得点にはならず、画面上に表示されている敵弾に対して何らかのアクションを行うことで得点アイテムと化す、または得点の元となることが多い。
『怒首領蜂』『虫姫さま』など（ケイブ）
特定の敵を撃破した時などに、画面内の弾が得点アイテムに変換される。
『エスプレイド』『プロギアの嵐』（ケイブ）
敵を倒した際の爆風に巻き込まれた敵弾が得点アイテムに変換される。
『ぐわんげ』『エスプガルーダ』（ケイブ）
敵弾の速度を低下させることができ、弾を遅くした状態でその敵弾を発した敵を倒すと敵弾が得点アイテムに変換される。
『式神の城』（アルファ・システム）、『サイヴァリア』（サクセス）『東方Project』（上海アリス幻樂団）
敵弾に自機を近づかせる（かする）ことで得点が加算される。
（ただし、このシステム自体は家庭用ではスプリガンパワード、アーケードゲームではライデンファイターズが初出）
得点を稼ぐには、なるべく弾を多く撃たせてから破壊するなどの危険行為が必要となる。これにより、高い点を目指す上級者に対して、ゲーム自体の難度を大きく上げることなくリスクを背負わせることができる。逆に、敵弾を得点アイテムという安全なものへと変えるアクションは、自機を守るための手段となりえる。

### 敵弾の逆利用
敵弾にわざと当たったり、かすったりなどのリスクを冒す事でリターンが生まれる様々なシステムが生み出されている。
『レイディアントシルバーガン』（トレジャー）
一部の敵弾を近接戦専用武器「レイディアントソード」で吸収することが出来る。また一定量吸収するとボンバーである「ハイパーソード」が使用できる。
『ギガウイング』（匠）
敵弾を跳ね返す「リフレクトフォース」「リフレクトレーザー」の存在がある。
『マーズマトリックス』（匠）
敵弾を吸着し、任意の方向に射出できる「吸着バリア（モスキート）」の存在がある。吸着バリア使用後に僅かながら無敵時間が発生する。
『怒首領蜂II』（IGS）
ボム選択でエネルギーモードを選んだ場合、敵弾をかすらせることでエネルギーがたまり、強力なレーザー攻撃を放てる。
『サイヴァリア』（サクセス）
自機を敵弾にかすらせることにより、経験値を溜め、レベルアップと同時に自機性能が強化される他に、レベルアップした瞬間に無敵判定が存在する。
『斑鳩』（トレジャー）
自機や敵、敵弾に二つの属性が存在し、自機と敵弾の属性が一致している場合敵弾を吸収し、一定量ためることで強力な攻撃を放てる。
『HOMURA』（スコーネックエンターテイメント）
敵弾を弾き返す「抜刀」の存在がある。レーザーを含めほとんどの弾を弾き返すことが可能。
『カラス』（マイルストーン）
敵弾を防ぐシールドのレベルを上げることで、敵弾を消す貫通弾を返すようになる。
『東方文花帖』『ダブルスポイラー』『秘封ナイトメアダイアリー』（上海アリス幻樂団）
敵弾とボスを共に撮影して写真に記録することがゲーム自体の目的となっている。

## 世界一弾幕シューティングを作って販売した会社
株式会社ケイブは1995年以降、16年間で48タイトルのシューティングゲームを制作し、「世界一弾幕シューティングを作って販売した会社」として、「ギネス世界記録」に認定されている。